# El último vino
The last of the wine, en español El último vino, es una novela de 1956 de Mary Renault, que discurre en la antigua Grecia, el más habitual de los contextos de sus obras. 

## Contexto
Fue publicada en 1956 y es la segunda de las obras de Renault que presenta la homosexualidad masculina como tema principal. Pretendía ser un complemento de El auriga, y trataba de una relación homosexual en una sociedad en la que era aceptada e incluso fomentada. Fue un libro muy vendido entre la comunidad gay.

## Argumento
Retrata Atenas al final de la Edad de Oro y de la guerra del Peloponeso con Esparta e incluye a Sócrates como personaje. El último vino muestra las costumbres culturales de la Grecia clásica, incluidos banquetes, el trato a las mujeres, la importancia del entrenamiento atlético, militar y filosófico entre los hombres jóvenes, las costumbres con relación al matrimonio y la vida cotidiana tanto en la guerra y en la paz.
Este libro explora la vida de dos jóvenes atenienses, Alexias y Lisis. Su viaje les lleva a través de la rica cultura de la antigua Grecia durante la guerra del Peloponeso. Mientras se entrenan para los Juegos Olímpicos y estudian con Sócrates, sus lazos se estrechan en medio de turbulencias políticas y personales.
La novela está narrada por Alexias, que es un joven noble ateniense, reconocido en la ciudad por su belleza y por ser ganador de carreras. La obra sugiere que los jóvenes atenienses eran tratados casi como debutantes modernos y cortejados por hombres mayores que buscaban ser sus amantes.  Alexias se enamora de Lisis, un joven de unos 20 años, campeón de lucha libre y alumno de Sócrates. La novela narra su relación reflejando las prácticas aceptadas de afecto masculino en la antigua Grecia, durante la guerra del Peloponeso, la rendición de Atenas y el establecimiento del gobierno de los Treinta Tiranos y la rebelión democrática de Trasíbulo. La historia finaliza con los primeros indicios del eventual juicio a Sócrates por enseñar injurias que siembran el desorden social.